# Stetten, Donnersberg
Stetten là một đô thị bang Rheinland-Pfalz]], phía tây nước Đức. Đô thị Stetten, Donnersberg có diện tích 6,54 km², dân số thời điểm ngày 31 tháng 12 năm 2006 là 644 người.
Stetten bị hư hại nặng năm 1635 do chiến tranh 30 năm. 